# Pterostichus ingens
Pterostichus ingens är en skalbaggsart som beskrevs av Thomas Casey. Pterostichus ingens ingår i släktet Pterostichus och familjen jordlöpare. Inga underarter finns listade i Catalogue of Life.